# Regów Stary
Regów Stary (prononcé en polonais : [ˈrɛɡuf ˈstarɨ]) est un village polonais de la gmina de Gniewoszów dans la powiat de Kozienice de la voïvodie de Mazovie dans le centre-est de la Pologne.
Il se situe à environ 22 kilomètres au sud-est de Kozienice (siège de la powiat) et à 99 kilomètres au sud-est de Varsovie (capitale de la Pologne).
Le village possède approximativement une population de 405 habitants en 2006.

## Histoire
De 1975 à 1998, le village appartenait administrativement à la voïvodie de Radom.